# 格罗·埃诺
格罗·埃诺（匈牙利語：Gerő Ernő；1898年7月8日—1980年3月12日），匈牙利政治家，犹太人，曾任匈牙利共产党中央政治局委员、匈牙利劳动人民党中央第一书记、匈牙利人民共和国部长会议第一副主席，四人集团成员之一。

## 生平
1898年，出生于奥匈帝国红特县泰尔盖拜兹的犹太裔家庭。1916年就读布达佩斯大学医学院，1918年加入匈牙利共产党，并在匈牙利青年共产主义联盟中央委员会工作。1919年，参与库恩·贝拉领导的起义和匈牙利苏维埃共和国的建立。1919年，匈牙利苏维埃共和国覆灭，流亡奥地利和捷克斯洛伐克。
1925年，他到国际列宁学校和共产国际执行委员会工作，1934年任共产国际负责协助法国共产党组织统一战线的指导员。1936年，西班牙内战，参加国际纵队，1939年任驻共产国际的匈牙利共产党代表。二战期间，在莫斯科科苏特广播电台工作。
1944年，随苏联红军返回匈牙利，参与组建匈牙利共产党临时中央委员会。1945年，与各党派组建临时国民议会和联合政府，任交通部长。1948年，任财政部长。1949年，任国务部长、国民经济委员会主席。1950年，任国防委员会委员。1952年，任匈牙利人民共和国部长会议副主席。1953年，兼任内务部长，重组内务部、国家保安局以及地方公安机关、警察局。1955年，任部长会议第一副主席。1956年，任匈牙利劳动人民党中央委员会第一书记。10月，匈牙利事件后被解职并流亡苏联。1960年，回国。退休期间，在布达佩斯任临时翻译。1980年，逝世。

## 作品
- 《社会主义经济斗争——讲话和著作选集1944—1950》（1950年）
- 《钢铁国家、机器国家》（1952年）